# Мишкинская (остановочный пункт)
Мишкинская — железнодорожная станция Ростовского региона Северо-Кавказской железной дороги.
Находится в Аксайском районе Ростовской области.
Остановка электропоездов.